# Zwemmen op de Gemenebestspelen 2022
Baanzwemmen was een van de disciplines van de Olympische sport zwemmen die werd beoefend tijdens de Gemenebestspelen 2022 in Birmingham. De wedstrijden werden tussen 29 juli en 3 augustus gehouden in het Sandwell Aquatics Centre. 
Er zijn 19 onderdelen voor mannen en vrouwen, twee gemengde estafette en twaalf onderdelen voor gehandicapten.

## Medailles

### Legenda
- WR = Wereldrecord
- CR = Gemenebestrecord
- GR = Gemenebestspelenrecord

### Vrouwen
| Onderdeel            | Goud                                                                      | Goud               | Zilver                                                                | Zilver  | Brons                                                               | Brons           |
| -------------------- | ------------------------------------------------------------------------- | ------------------ | --------------------------------------------------------------------- | ------- | ------------------------------------------------------------------- | --------------- |
| Vrije slag           |                                                                           |                    |                                                                       |         |                                                                     |                 |
| 50 m                 | Emma McKeon Australië                                                     | 23,99 GR           | Meg Harris Australië                                                  | 24,32   | Shayna Jack Australië                                               | 24,36           |
| 100 m                | Mollie O'Callaghan Australië                                              | 52,63              | Shayna Jack Australië                                                 | 52,88   | Emma McKeon Australië                                               | 52,94           |
| 200 m                | Ariarne Titmus Australië                                                  | 1.53,89 GR         | Mollie O'Callaghan Australië                                          | 1.54,01 | Madison Wilson Australië                                            | 1.56,17         |
| 400 m                | Ariarne Titmus Australië                                                  | 3.58,08 GR         | Summer McIntosh Australië                                             | 3.59,32 | Kiah Melverton Australië                                            | 4.03,12         |
| 800 m                | Ariarne Titmus Australië                                                  | 8.13,59 CR, GR     | Kiah Melverton Australië                                              | 8.16,79 | Lani Pallister Australië                                            | 8.19,16         |
| Rugslag              |                                                                           |                    |                                                                       |         |                                                                     |                 |
| 50 m                 | Kylie Masse Canada                                                        | 27,31 GR           | Mollie O'Callaghan Australië                                          | 27,47   | Kaylee McKeown Australië                                            | 27,58           |
| 100 m                | Kaylee McKeown Australië                                                  | 58,60 GR           | Kylie Masse Canada                                                    | 58,73   | Medi Harris Wales                                                   | 59,62           |
| 200 m                | Kaylee McKeown Australië                                                  | 2.05,60 GR         | Kylie Masse Canada                                                    | 2.07,81 | Katie Shanahan Schotland                                            | 2.09,22         |
| Schoolslag           |                                                                           |                    |                                                                       |         |                                                                     |                 |
| 50 m                 | Lara van Niekerk Zuid-Afrika                                              | 29,73 GR           | Imogen Clark Verenigd Koninkrijk                                      | 30,02   | Chelsea Hodges Australië                                            | 30,05           |
| 100 m                | Lara van Niekerk Zuid-Afrika                                              | 1.05,47            | Tatjana Schoenmaker Zuid-Afrika                                       | 1.06,68 | Chelsea Hodges Australië                                            | 1.07,05         |
| 200 m                | Tatjana Schoenmaker Zuid-Afrika                                           | 2.21,96            | Jenna Strauch Australië                                               | 2.23,65 | Kaylene Corbett Zuid-Afrika                                         | 2.23,67         |
| Vlinderslag          |                                                                           |                    |                                                                       |         |                                                                     |                 |
| 50 m                 | Emma McKeon Australië                                                     | 25,90              | Erin Gallagher Zuid-Afrika                                            |         | Ńiet uitgereikt                                                     | Ńiet uitgereikt |
| 50 m                 | Emma McKeon Australië                                                     | 25,90              | Holly Barratt Australië                                               |         | Ńiet uitgereikt                                                     | Ńiet uitgereikt |
| 100 m                | Maggie MacNeil Canada                                                     | 56,36 GR           | Emma McKeon Australië                                                 | 56,38   | Brianna Throssell Australië                                         | 57,50           |
| 200 m                | Elizabeth Dekkers Australië                                               | 2.07,28            | Laura Stephens Engeland                                               | 2.07,90 | Brianna Throssell Australië                                         | 2.08,32         |
| Wisselslag           |                                                                           |                    |                                                                       |         |                                                                     |                 |
| 200 m                | Summer McIntosh Canada                                                    | 2.08,70            | Kaylee McKeown Australië                                              | 2.09,52 | Abbie Wood Engeland                                                 | 2.10,68         |
| 400 m                | Summer McIntosh Canada                                                    | 4.29,01 CR, GR     | Kiah Melverton Australië                                              | 4.36,78 | Katie Shanahan Schotland                                            | 4.39,37         |
| Vrije slag estafette |                                                                           |                    |                                                                       |         |                                                                     |                 |
| 4x100 m              | Australië Madison Wilson Shayna Jack Mollie O'Callaghan Emma McKeon       | 3.30,64            | Engeland Anna Hopkin Abbie Wood Isabella Hindley Freya Anderson       | 3.36,62 | Canada Summer McIntosh Katerine Savard Rebecca Smith Maggie MacNeil | 3.37,25         |
| 4x200 m              | Australië Madison Wilson Kiah Melverton Mollie O'Callaghan Ariarne Titmus | 7.39,29 WR, CR, GR | Canada Summer McIntosh Ella Jansen Mary-Sophie Harvey Katerine Savard | 7.51,98 | Engeland Freya Colbert Tamryn van Selm Abbie Wood Freya Anderson    | 7.57,11         |
| Wisselslagestafette  |                                                                           |                    |                                                                       |         |                                                                     |                 |
| 4x100 m              | Australië Kaylee McKeown Chelsea Hodges Emma McKeon Mollie O'Callaghan    | 3.54,44            | Canada Kylie Masse Sophie Angus Maggie MacNeil Summer McIntosh        | 3.56,59 | Engeland Lauren Cox Molly Renshaw Laura Stephens Anna Hopkin        | 3.59,44         |

### Onderdelen voor gehandicapten
| Onderdeel             | Goud                           | Goud       | Zilver                          | Zilver  | Brons                          | Brons   |
| Mannen                | Mannen                         | Mannen     | Mannen                          | Mannen  | Mannen                         | Mannen  |
| --------------------- | ------------------------------ | ---------- | ------------------------------- | ------- | ------------------------------ | ------- |
| 50 m vrije slag S7    | Matthew Levy Australië         | 28,95      | Toh Wei Soong Singapore         | 29,10   | Christian Sadie Zuid-Afrika    | 29,78   |
| 50 m vrije slag S13   | Nicholas Guy-Turbide Canada    | 24,32      | Stephen Clegg Schotland         | 24,33   | Jacob Templeton Australië      | 24,47   |
| 200 m vrije slag S14  | Nicholas Bennett Canada        | 1.54,97 GR | Benjamin Hence Australië        | 1.55,50 | Jack Ireland Australië         | 1.56,15 |
| 100 m rugslag S9      | Timothy Hodge Australië        | 1.01,88 GR | Jesse Reynolds Nieuw-Zeeland    | 1.03,89 | Barry McClements Noord-Ierland | 1.05,09 |
| 100 m schoolslag SB8  | Joshua Willmer Nieuw-Zeeland   | 1.14,12    | Timothy Hodge Australië         | 1.14,19 | Blake Cochrane Australië       | 1.18,97 |
| 100 m vlinderslag S10 | Col Pearse Australië           | 56,91      | Alex Saffy Australië            | 57,53   | James Hollis Engeland          | 58,55   |
| Vrouwen               |                                |            |                                 |         |                                |         |
| 50 m vrije slag S13   | Katja Dedekind Australië       | 26,56      | Hannah Russell Engeland         | 27,67   | Kirralee Hayes Australië       | 28,24   |
| 100 m vrije slag S9   | Sophie Pascoe Nieuw-Zeeland    | 1.02,95    | Emily Beecroft Australië        | 1.03,74 | Toni Shaw Schotland            | 1.03,75 |
| 200 m vrije slag S14  | Bethany Firth Noord-Ierland    | 2.07,02    | Jessica-Jane Applegate Engeland | 2.08,58 | Louise Fiddes Engeland         | 2.11,22 |
| 100 m rugslag S8      | Alice Tai Engeland             | 1.13,64    | Tupou Neiufi Nieuw-Zeeland      | 1.17,91 | Lily Rice Wales                | 1.23,06 |
| 100 m schoolslag SB6  | Maisie Summers-Newton Engeland | 1.32,72    | Grace Harvey Engeland           | 1.43,29 | Camille Bérubé Canada          | 1.43,81 |
| 200 m wisselslag SM10 | Jasmine Greenwood Australië    | 2.33,29    | Aurélie Rivard Canada           | 2.34,26 | Keira Stephens Australië       | 2.36,68 |

### Medaillespiegel
| Plaats | Land          | Goud | Zilver | Brons | Totaal |
| 1      | Australië     | 25   | 21     | 19    | 65     |
| 2      | Engeland      | 8    | 16     | 8     | 32     |
| 3      | Canada        | 7    | 7      | 6     | 20     |
| 4      | Nieuw-Zeeland | 5    | 2      | 2     | 9      |
| 5      | Zuid-Afrika   | 4    | 4      | 3     | 11     |
| 6      | Schotland     | 2    | 1      | 9     | 12     |
| 7      | Noord-Ierland | 1    | 1      | 1     | 3      |
| 8      | Singapore     | 0    | 2      | 0     | 2      |
| 9      | Wales         | 0    | 0      | 2     | 2      |
| Totaal | Totaal        | 52   | 54     | 50    | 156    |